# Раскін Олександр Борисович
Олександр Борисович Раскін (рос. Александр Борисович Раскин; 25 вересня (8 жовтня) 1914 — 4 лютого 1971) — російський письменник, сатирик, гуморист і сценарист.

### Сатиричні збірки
- Знак оклику. М., 1939
- Моментальні біографії (1959)
- Нариси і почерки. М., 1959, 2-е изд. — 1962
- Застарівші друзі. М., 1964
- Це я? Епіграми з малюнками Кукриніксів (1968)
- Люблю грозу на початку травня… (1975)

### Книги для дітей
- Як батько був маленьким. М.,1961
- Як батько учився в школі М., 1963
- Як батько був маленьким. М.,1965